# 巴米森
巴米森（德語：Barmissen）是德国石勒苏益格－荷尔斯泰因州的一个市镇。总面积5.15平方公里，总人口174人，其中男性79人，女性95人（2011年12月31日），人口密度34人/平方公里。